# Henry J. Latham

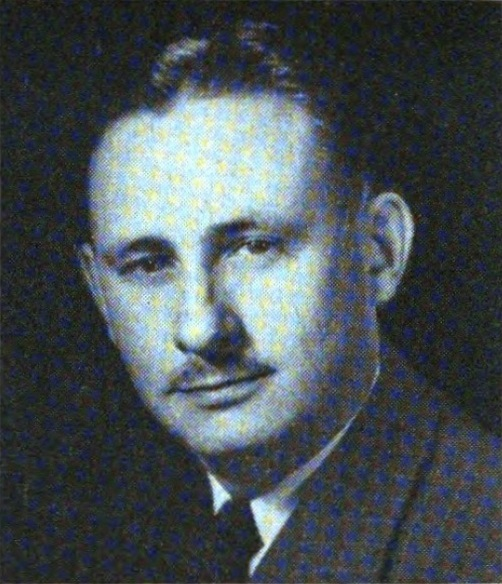
Henry J. Latham in 1955

Henry Jepson Latham (* 10. Dezember 1908 in Brooklyn, New York; † 26. Juni 2002 in Southold, New York) war ein US-amerikanischer Jurist und Politiker. Zwischen 1945 und 1958 vertrat er den Bundesstaat New York im US-Repräsentantenhaus.

## Werdegang
Henry Jepson Latham graduierte an der Richmond Hill High School und dem St. John’s College in Brooklyn. Danach ging er auf die Brooklyn Law School, wo er zuerst seinen Bachelor of Laws machte und 1931 seinen Master of Laws. Nach dem Erhalt seiner Zulassung als Anwalt begann er in Brooklyn zu praktizieren. Politisch gehörte er der Republikanischen Partei an. Er kandidierte 1938 erfolglos für den Senat von New York. In den Jahren 1941 und 1942 saß er in der New York State Assembly. Nach dem Eintritt der Vereinigten Staaten in den Zweiten Weltkrieg verpflichtete er sich 1942 in der US Navy, wo er bis zu seinem Ausscheiden im Jahr 1945 diente. Danach war er in der United States Navy Reserve.
Bei den Kongresswahlen des Jahres 1944 wurde er im dritten Wahlbezirk von New York in das US-Repräsentantenhaus in Washington, D.C. gewählt, in dem er am 4. Januar 1945 die Nachfolge von Joseph L. Pfeifer antrat. Er wurde drei Mal in Folge wiedergewählt. Danach kandidierte er im Jahr 1952 im vierten Wahlbezirk von New York für einen Kongresssitz. Nach einer erfolgreichen Wahl trat er am 4. Januar 1953 die Nachfolge von Gary Clemente an. Er wurde zwei Mal in Folge wiedergewählt und trat am 31. Dezember 1958 von seinem Kongresssitz zurück.
Zwischen 1958 und 1972 war er Richter am New York Supreme Court sowie zwischen 1970 und 1979 in der Berufungsabteilung (Appellate Division) des New York Supreme Court. Er verstarb am 26. Juni 2002 in Southold und wurde dort auf dem Saint Patricks Cemetery beigesetzt.